# Puiggarina morindae
Puiggarina morindae är en svampart som först beskrevs av Koord., och fick sitt nu gällande namn av Speg. 1919. Puiggarina morindae ingår i släktet Puiggarina och familjen Phyllachoraceae.   Inga underarter finns listade i Catalogue of Life.